# Redigobius dewaali
Redigobius dewaali är en fiskart som först beskrevs av Weber, 1897.  Redigobius dewaali ingår i släktet Redigobius och familjen smörbultsfiskar. IUCN kategoriserar arten globalt som livskraftig. Inga underarter finns listade i Catalogue of Life.